# Coryphella
Genre
Coryphella est un genre de nudibranches de la famille des Coryphellidae.

## Liste des espèces
Selon World Register of Marine Species (27 octobre 2024) :
- Coryphella abei Baba, 1987
- Coryphella alexanderi Ekimova, 2022
- Coryphella amabilis (Y. Hirano & Kuzirian, 1991)
- Coryphella athadona Bergh, 1875
- Coryphella borealis Odhner, 1922
- Coryphella browni Picton, 1980
- Coryphella californica Bergh, 1904
- Coryphella capensis Thiele, 1925
- Coryphella chriskaugei (Korshunova et al., 2017)
- Coryphella cooperi T. D. A. Cockerell, 1901
- Coryphella falklandica Eliot, 1907
- Coryphella fogata (Millen & Hermosillo, 2007)
- Coryphella gracilis (Alder & Hancock, 1844)
- Coryphella insolita (García-Gómez & Cervera, 1989)
- Coryphella lineata (Lovén, 1846)
- Coryphella monicae (Korshunova et al., 2017)
- Coryphella nobilis A. E. Verrill, 1880
- Coryphella orjani (Korshunova et al., 2017)
- Coryphella pallida A. E. Verrill, 1900
- Coryphella sanamyanae (Korshunova et al., 2017)
- Coryphella trilineata O'Donoghue, 1921
- Coryphella trophina (Bergh, 1890)
- Coryphella verrucosa (M. Sars, 1829)
- Coryphella verta Ev. Marcus, 1970

## Systématique
Le nom valide complet (avec auteur) de ce taxon est Coryphella J. E. Gray, 1850.
Coryphella a pour synonymes :
- Borealea Korshunova, Martynov, Bakken, Evertsen, Fletcher, Mudianta, Saito, Lundin, Schrödl & Picton, 2017
- Borealia Korshunova, Martynov, Bakken, Evertsen, Fletcher, Mudianta, Saito, Lundin, Schrödl & Picton, 2017
- Fjordia Korshunova, Martynov, Bakken, Evertsen, Fletcher, Mudianta, Saito, Lundin, Schrödl & Picton, 2017
- Gulenia Korshunova, Martynov, Bakken, Evertsen, Fletcher, Mudianta, Saito, Lundin, Schrödl & Picton, 2017
- Himatella Bergh, 1890
- Himatina Thiele, 1931
- Itaxia Korshunova, Martynov, Bakken, Evertsen, Fletcher, Mudianta, Saito, Lundin, Schrödl & Picton, 2017
- Microchlamylla Korshunova, Martynov, Bakken, Evertsen, Fletcher, Mudianta, Saito, Lundin, Schrödl & Picton, 2017
- Occidentella Korshunova, Martynov, Bakken, Evertsen, Fletcher, Mudianta, Saito, Lundin, Schrödl & Picton, 2017
- Occidenthella Korshunova, Martynov, Bakken, Evertsen, Fletcher, Mudianta, Saito, Lundin, Schrödl & Picton, 2017
- Orientella Korshunova, Martynov, Bakken, Evertsen, Fletcher, Mudianta, Saito, Lundin, Schrödl & Picton, 2017
- Orienthella Korshunova, Martynov, Bakken, Evertsen, Fletcher, Mudianta, Saito, Lundin, Schrödl & Picton, 2017